# Mestre
Mestre – położona na stałym lądzie miejska część Wenecji (Włochy), jednak często mylnie uważane za osobne miasto. Z wyspową częścią Wenecji połączone jest przez Most Wolności (Ponte della Libertà). Do 1926 roku było samodzielnym miastem. W 1923 roku Mestre otrzymało prawa miejskie, posiada je nadal mimo połączenia go z Wenecją. Zamieszkuje je 89 tys. mieszkańców.
W latach 60. i 70. XX wieku znacznie wzrosła liczba mieszkańców miasta w związku z budową w pobliżu wielkiej dzielnicy przemysłowej Porto Marghera, w której zlokalizowano kilkadziesiąt fabryk.
Od 2005 roku Mestre stanowi dwie z 6 dzielnic tworzących miasto Wenecja: 
- Municipalità Mestre – Carpenedo (Mestre Centro),
- Municipalità Chirignago – Zelarino (Mestre Ovest).

## Zabytki
- Katedra di San Lorenzo(inne języki)
- Kościół San Girolamo(inne języki)
- Kościół San Rocco(inne języki)
- Kościół Santa Maria della Salute(inne języki)
- Dawny kościół Santa Maria delle Grazie z początku XVI w., w 1797 r. przestał pełnić funkcje sakralne. Współcześnie w budynku przy via Poerio 32 mieści się Centro culturale Santa Maria delle Grazie[2]
- Wieża zamku castello di Mestre(inne języki)
- Wille z XVII i XVIII wieku

## Urodzeni w Mestre
- Tathiana Garbin – włoska tenisistka